# Textrema hopkinsi
Textrema hopkinsi är en plattmaskart. Textrema hopkinsi ingår i släktet Textrema och familjen Cryptogonimidae. Inga underarter finns listade i Catalogue of Life.